# Druć
Druć (białorus. Друць) – rzeka na Białorusi o długości 295 km i średnim przepływie wody 30 m³/s, prawy dopływ Dniepru.
Rzeka przepływa przez trzy obwody: witebski, mohylewski i homelski. Główne miasta leżące nad rzeką Druć to Tołoczyn i Rohaczów. Stanowiła część linii I rozbioru Polski.
Dopływy: Arlanka.